# Districte d'Orlhac
El Districte d'Orlhac és un dels tres districtes del departament francès de Cantal, a la regió d'Alvèrnia-Roine-Alps. Té 12 cantons i 96 municipis. La capital és la prefectura d'Aurillac. Arpajon de Cera, Orlhac-1, Orlhac-2, Orlhac-3, Orlhac-4, Jussac, Laròcabrau, Maurç, Montsauvi, Sant Sarnin, Sant Mamet-la Salvetat i Vic de Cera.